# Abram Ioffe
Abram Fedorovich Ioffe (tiếng Nga: Абра́м Фёдорович Ио́ффеIPA: [ɐˈbram ˈfʲɵdərəvʲɪtɕ ɪˈofɛ]; 29 tháng 10 [lịch cũ 17 tháng 10] năm 1880 – 14 tháng 10 năm 1960) là một nhà vật lý lỗi lạc của Liên Xô gốc Ukraina. Ông nhận được Giải thưởng Nhà nước Liên Xô (1942), Giải thưởng Lenin (1960) (sau khi qua đời), và Huân chương Anh hùng lao động Xã hội Chủ nghĩa Liên Xô (1955). Ioffe là chuyên gia về nhiều mảng của lĩnh vực vật lý chất rắn và điện từ học. Ông xây dựng các phòng thí nghiệm nghiên cứu phóng xạ, siêu dẫn, và vật lý hạt nhân, trong đó nhiều nơi trở thành các viện nghiên cứu độc lập.

## Tiểu sử
Ioffe sinh ra trong một gia đình Do Thái gốc Ukraina thuộc tầng lớp trung lưu ở thị trấn nhỏ Romny, Đế quốc Nga (nay là tỉnh Sumy, Ukraina). Sau khi tốt nghiệp Học viện Công nghệ Bang Saint Petersburg năm 1902, ông dành hai năm làm trợ lý cho Wilhelm Röntgen tại phòng thí nghiệm ở München của Röntgen. Ioffe đã hoàn thành bằng tiến sĩ của mình tại Đại học München vào năm 1905. Luận án của ông nghiên cứu tính dẫn điện/ứng suất điện của tinh thể điện môi.
Sau năm 1906, Ioffe làm việc tại Đại học Bách khoa Sankt-Peterburg, sau đó trở thành giáo sư tại đây. Năm 1911 ông xác định được điện tích của một electron (độc lập với Millikan). Trong thí nghiệm này, các vi hạt kim loại kẽm được chiếu tia cực tím để đẩy các electron. Các vi hạt tích điện sau đó được cân bằng trong điện trường chống lại trọng lực để có thể xác định được điện tích của chúng (xuất bản năm 1913). Năm 1911 Ioffe chuyển đổi từ đạo Do Thái sang đạo Luther và kết hôn với một phụ nữ không phải người Do Thái. Năm 1913, ông đạt được danh hiệu Thạc sĩ Triết học và vào năm 1915 là Tiến sĩ Vật lý. Năm 1918, ông trở thành người đứng đầu bộ phận Vật lý và Công nghệ tại Viện Phóng xạ và tia X quốc gia. Vào năm 1917 bộ phận này trở thành Viện Vật lý-Kỹ thuật Leningrad (LPTI) và cuối cùng là Viện Ioffe.
Vào đầu những năm 1930, Lực lượng Phòng không Hồng quân có nhu cầu cấp thiết về phương tiện phát hiện máy bay xâm lược. Một số viện nghiên cứu đã tham gia vào các kỹ thuật định vị bằng sóng vô tuyến (radiolokatory). Viện Hàn lâm Khoa học Nga đã triệu tập một hội nghị vào tháng 1 năm 1934 để đánh giá công nghệ này. Ioffe đã tổ chức hội nghị này, sau đó xuất bản một báo cáo tạp chí, tiết lộ cho các nhà nghiên cứu trên khắp thế giới về khoa học và công nghệ mà sau này được gọi là radar.
Khi dự án bom nguyên tử của Liên Xô bắt đầu vào năm 1942, Ioffe được yêu cầu chỉ đạo về mặt kỹ thuật, nhưng đã từ chối công việc với lý do ông đã quá già. Ông nhìn thấy nhiều hứa hẹn ở chàng trai trẻ Igor Kurchatov và giao cho anh phụ trách phòng thí nghiệm hạt nhân đầu tiên. Trong chiến dịch của Joseph Stalin chống lại cái gọi là "những người quốc tế không có gốc rễ" (Người Do Thái), vào năm 1950, Ioffe đã bị sa thải khỏi vị trí Giám đốc LPTI và ban giám đốc. Năm 1952–1954 ông đứng đầu Phòng thí nghiệm Chất bán dẫn của Viện Hàn lâm Khoa học Liên Xô, năm 1954 được tổ chức lại thành Viện Chất bán dẫn. Sau cái chết của Ioffe, năm 1960 LPTI được đổi tên thành Viện Vật lý-Kỹ thuật Ioffe và là một trong những trung tâm nghiên cứu hàng đầu của Nga.
Các học trò của Ioffe bao gồm Aleksandr Aleksandrov, Pyotr Kapitsa, Isaak Kikoin, Igor Kurchatov, Ykov Frenkel, Nikolay Semyonov, Léon Theremin, Boris Davydov và Lev Artsimovich. Ioffe yêu cầu Ernest Rutherford chấp nhận Pyotr Kapitsa đến Phòng thí nghiệm Cavendish tại Đại học Cambridge.
Ông được chôn cất tại St. Petersburg.

## Lĩnh vực nghiên cứu
Những thành tựu khoa học chính của ông liên quan đến việc nghiên cứu các tính chất về điện, quang điện và cơ học của tinh thể. Ông là một trong những người đầu tiên bắt đầu nghiên cứu chất bán dẫn. Ông đã đề xuất giả thuyết rằng chất bán dẫn có thể cung cấp sự chuyển đổi hiệu quả từ năng lượng bức xạ thành năng lượng điện (thứ gọi là "tấm quang điện" hoạt động theo nguyên lý này).

## Tưởng niệm
- Miệng núi lửa mặt trăng Ioffe được đặt theo tên ông.
- Viện Vật lý-Kỹ thuật Ioffe mang tên ông.
- Tàu nghiên cứu hải dương học và vùng cực Akademik Ioffe của Nga được đặt theo tên ông.
- Tiểu hành tinh 5222 Ioffe được đặt theo tên ông.

## Bằng sáng chế
- Bằng sáng chế Hoa Kỳ số 1.807.292 về "Thiết bị phiên dịch"
- Bằng sáng chế Hoa Kỳ về hiệu ứng áp điện